# Fertőszentmiklós
Fertőszentmiklós (alemán: St. Niklau) es una ciudad húngara perteneciente al distrito de Sopron en el condado de Győr-Moson-Sopron, con una población en 2013 de 3876 habitantes.
Se menciona la existencia de una localidad aquí en 1228 con el nombre de Terra Neweg, pero la localidad original fue destruida en la invasión mongola de Europa. Más tarde se estableció aquí otra localidad, que en el siglo XV era mencionada como localidad de mercado, pero fue destruida por los turcos. La actual localidad es el resultado de la unión en 1905 de dos localidades que se ubicaban a ambos lados del río Ikva, llamadas "Szentmiklós" y "Szerdahely". Adquirió estatus urbano en 2008.
Se ubica sobre la carretera 85 que une Sopron con Csorna.